# Worricker – ostateczna rozgrywka
Worricker – ostateczna rozgrywka (ang. Salting the Battlefield) – brytyjski dramat z 2014 roku w reżyserii Davida Hare’a. Wyprodukowana przez wytwórnię Carnival Films, Heyday Films, Beaglepug i Masterpiece.
Premiera filmu odbyła się 27 marca 2014 na brytyjskim kanale BBC Two w Wielkiej Brytanii.

## Fabuła
Johnny Worricker (Bill Nighy) i Margot Tyrell (Helena Bonham Carter) podróżują po Europie, aby uniknąć schwytania przez agentów MI5. Mężczyzna dąży do ujawnienia prawdy o aferze korupcyjnej, w którą jest zamieszany między innymi premier Alec Beasley (Ralph Fiennes).

## Obsada
Źródło: Filmweb
- Bill Nighy jako Johnny Worricker
- Ralph Fiennes jako premier Alec Beasley
- Helena Bonham Carter jako Margot Tyrrell
- Olivia Williams jako Belinda Kay
- Felicity Jones jako Julianne Worricker
- Rupert Graves jako Stirling Rogers
- Ewen Bremner jako Rollo Maverley
- Judy Davis jako Jill Tankard
- Saskia Reeves jako Anthea Catcheside
- Shazad Latif jako Jez Nichols
- James McArdle jako Ted Finch
- Andrew Cleaver jako Brian Lord